# Diócesis de Texcoco
La diócesis de Texcoco (en latín: Dioecesis Texcocensis) es una circunscripción eclesiástica de la Iglesia católica en México. Se trata de una diócesis latina, sufragánea de la arquidiócesis de Tlalnepantla. Desde el 18 de junio de 2009 su obispo es Juan Manuel Mancilla Sánchez.

## Territorio y organización
La diócesis tiene 1131 km² y extiende su jurisdicción sobre los fieles católicos de rito latino residentes en el estado de México en los municipios de: Tepetlaoxtoc, Papalotla, Tezoyuca, Chiautla, Chiconcuac, Atenco, Texcoco, Chicoloapan y Chimalhuacán.
La sede de la diócesis se encuentra en la ciudad de Texcoco de Mora, en donde se halla la Catedral de la Inmaculada Concepción.
En 2020 en la diócesis existían 60 parroquias agrupadas en 13 decanatos y estos en 6 vicarías episcopales:
- La Vicaría San Antonio tiene 3 decanatos: Tlaixpan, Texcoco y Coatlinchan.
- La Vicaría San Andrés tiene 2 decanatos: Chiautla y Tepetlaoxtoc.
- La Vicaría Santo Domingo tiene 2 decanatos: San Pablo, Atlapulco y Santa María Nativitas.
- La Vicaría Nuestra Señora de Guadalupe tiene 3 decanatos: Acuitlapilco, Embarcadero y Santa Mónica.
- La Vicaría San Vicente tiene 3 decanatos: Chicoloapan, Haciendas y La Cruz.
- La Vicaría Divino Salvador tiene 3 decanatos: San Felipe, Atenco y Tequisistlan.

## Historia
La diócesis fue erigida el 30 de abril de 1960 con la bula Caelestis civitas del papa Juan XXIII, obteniendo el territorio de la arquidiócesis de México (54 parroquias en 37 municipios). Fue inaugurada el 18 de octubre con 54. En 1961 fue erigido el Seminario Conciliar de Texcoco. En el XXV aniversario de la diócesis fue proclamado el Sínodo Diocesano.
El 2 de julio de 1964, con la carta apostólica Laudabilis dignaque, el papa Pablo VI proclamó a la Santísima Virgen María, con el título de Inmaculada Concepción, como patrona principal de la diócesis, y a san José y a san Miguel Arcángel como patronos secundarios.
Posteriormente, cedió porciones de su territorio en varias ocasiones para la erección de nuevas diócesis:
- el 13 de enero de 1964 para la diócesis de Tlalnepantla (hoy arquidiócesis) mediante la bula Aliam ex aliis del papa Pablo VI;[7]
- el 5 de febrero de 1979 por el papa Juan Pablo II para las diócesis de Cuautitlán (mediante la bula Conferentia Episcopalis Mexicana[8]) y Netzahualcóyotl (mediante la bula Plane Nobis[9]);
- el 28 de junio de 1995 para la diócesis de Ecatepec mediante la bula Ad curam pastoralem;[10]
- el 3 de diciembre de 2008 para la diócesis de Teotihuacán mediante la bula Mexicanorum fidelium del papa Benedicto XVI.[11]

Originalmente sufragánea de la arquidiócesis de México, pasó a formar parte de la provincia eclesiástica de Tlalnepantla el 17 de junio de 1989.

## Estadísticas
Según el Anuario Pontificio 2021 la diócesis tenía a fines de 2020 un total de 1 273 600 fieles bautizados.
| Año                                                                             | Población            | Población | Población      | Sacerdotes | Sacerdotes    | Sacerdotes    | Bautizados por sacerdote | Diáconos permanentes | Religiosos | Religiosos | Parroquias |
| Año                                                                             | Bautizados católicos | Total     | % de católicos | Total      | Clero secular | Clero regular | Bautizados por sacerdote | Diáconos permanentes | Varones    | Mujeres    | Parroquias |
| ------------------------------------------------------------------------------- | -------------------- | --------- | -------------- | ---------- | ------------- | ------------- | ------------------------ | -------------------- | ---------- | ---------- | ---------- |
| 1966                                                                            | 487 200              | 500 068   | 97.4           | 65         | 55            | 10            | 7495                     |                      | 13         | 191        | 57         |
| 1970                                                                            | 882 019              | 904 855   | 97.5           | 86         | 68            | 18            | 10 256                   |                      | 18         | 212        | 53         |
| 1976                                                                            | 1 621 249            | 1 666 415 | 97.3           | 127        | 91            | 36            | 12 765                   |                      | 52         | 222        | 66         |
| 1980                                                                            | 950 000              | 1 000     | 95.0           | 83         | 65            | 18            | 11 445                   |                      | 39         | 225        | 45         |
| 1990                                                                            | 2 567 000            | 2 790 000 | 92.0           | 131        | 123           | 8             | 19 595                   | 20                   | 8          | 205        | 87         |
| 1999                                                                            | 2 601 000            | 3 060 000 | 85.0           | 146        | 128           | 18            | 17 815                   | 24                   | 27         | 272        | 70         |
| 2000                                                                            | 2 907 391            | 3 114 000 | 93.4           | 140        | 121           | 19            | 20 767                   | 24                   | 34         | 281        | 70         |
| 2001                                                                            | 2 907 391            | 3 114 000 | 93.4           | 149        | 129           | 20            | 19 512                   | 14                   | 31         | 256        | 75         |
| 2002                                                                            | 2 967 491            | 3 176 200 | 93.4           | 160        | 136           | 24            | 18 546                   | 24                   | 48         | 299        | 77         |
| 2003                                                                            | 2 958 706            | 3 239 724 | 91.3           | 164        | 148           | 16            | 18 040                   | 24                   | 16         | 257        | 80         |
| 2004                                                                            | 3 010 792            | 3 304 518 | 91.1           | 167        | 152           | 15            | 18 028                   | 24                   | 15         | 269        | 83         |
| 2010                                                                            | 1 442 534            | 1 605 000 | 89.9           | 127        | 112           | 15            | 11 358                   | 7                    | 130        | 218        | 60         |
| 2014                                                                            | 1 209 169            | 1 427 915 | 84.7           | 139        | 126           | 13            | 8699                     | 7                    | 113        | 177        | 48         |
| 2017                                                                            | 1 236 503            | 1 354 872 | 91.3           | 153        | 129           | 24            | 8081                     | 6                    | 180        | 187        | 53         |
| 2020                                                                            | 1 273 600            | 1 395 500 | 91.3           | 147        | 124           | 23            | 8663                     | 3                    | 115        | 197        | 60         |
| Fuente: Catholic-Hierarchy, que a su vez toma los datos del Anuario Pontificio. |                      |           |                |            |               |               |                          |                      |            |            |            |

- Sacerdotes ordenados al año: 6
- Bautismos al año: 23 641
- Matrimonios al año: 3769

## Episcopologio
- Francisco Ferreira Arreola † (1 de agosto de 1960-13 de diciembre de 1977 falleció)
- Magín Camerino Torreblanca Reyes † (18 de abril de 1978-28 de mayo de 1997 retirado)
- Carlos Aguiar Retes (28 de mayo de 1997-5 de febrero de 2009 nombrado arzobispo de Tlalnepantla)
- Juan Manuel Mancilla Sánchez, desde el 18 de junio de 2009

### Sacerdotes de Texcoco consagrados obispos
Desde el año 2003 4 sacerdotes de la diócesis de Texcoco han sido consagrados obispos:
- Luis Artemio Flores Calzada fue consagrado obispo el 8 de septiembre de 2003, actualmente es obispo de la diócesis de Tepic.[13]
- Víctor René Rodríguez Gómez fue consagrado obispo el 25 de julio de 2006, actualmente es obispo de la diócesis de Valle de Chalco.[14]
- Francisco Escobar Galicia fue consagrado obispo el 24 de febrero de 2009, actualmente es obispo de la diócesis de Teotihuacán.[15]
- Jorge Cuapio Bautista fue consagrado obispo el 27 de mayo de 2015, actualmente es obispo de la diócesis de Iztapalapa.[16]